# Odezia dalmatina
Odezia dalmatina är en fjärilsart som beskrevs av Otto Staudinger 1920. Odezia dalmatina ingår i släktet Odezia och familjen mätare. Inga underarter finns listade i Catalogue of Life.